# Freno de pie izquierdo

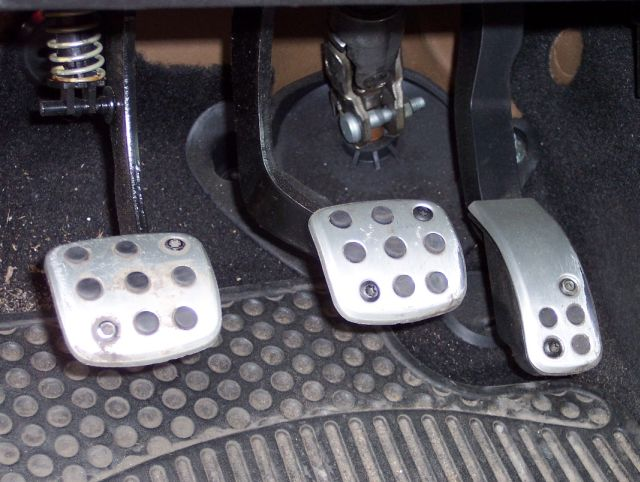
De izquierda a derecha, pedal del embrague, del freno y del acelerador, correspondientes a un Peugeot 206. El accionamiento del freno con el pie izquierdo permite no quitar el otro pie del pedal del acelerador.

El freno de pie izquierdo es una técnica de conducción en la que se usa el pie izquierdo para accionar el pedal del freno en un automóvil, dejando el pie derecho para accionar exclusivamente el pedal del acelerador. Contrasta con la práctica común, en la que se usa el pie izquierdo exclusivamente para el embrague, y el derecho se encarga de los otros dos.
El propósito principal de aplicar esta técnica es reducir el tiempo que pasa entre que se cambia el pie derecho del acelerador al freno y para controlar la transferencia de masas en automóviles de tracción delantera, que habitualmente tienen un carácter subvirador. Al usarlo, se disminuye el coeficiente de viraje, haciendo que el comportamiento del automóvil sea menos subvirador, logrando incluso un comportamiento sobrevirador.
Se usa normalmente en automovilismo, aunque también lo usan algunos conductores en vehículos equipados con transmisión automática, ya que es pie izquierdo no se necesita para pisar el embrague. Sin embargo, para su uso en vías públicas, es una técnica desaconsejada por muchas organizaciones de seguridad vial.

## Fundamento teórico
Los neumáticos disponen de una parábola de adherencia máxima, cuyas dimensiones dependen, entre otras variables, del esfuerzo normal con que el neumático es apoyado sobre el suelo. Cuando la aceleración longitudinal es nula, se dispone de la máxima adherencia lateral. Cuando la aceleración longitudinal no es nula, ya sea positiva o negativa, la máxima adherencia lateral disponible es menor. Además, la trayectoria que sigue el neumático, al soportar éste un esfuerzo lateral, no coincide con la intersección del plano medio del neumático con el suelo, sino que la velocidad de desplazamiento forma un ángulo con dicha intersección. Este ángulo, conocido como ángulo de deriva, es mayor cuanto mayor es el esfuerzo transversal y el esfuerzo longitudinal (de frenada o aceleración) y menor es el esfuerzo normal del neumático sobre el suelo, entre otras variables.
En un automóvil de tracción delantera, el esfuerzo de aceleración se realiza únicamente en el eje delantero. Sin embargo, el esfuerzo de frenado se realiza sobre las cuatro ruedas, habitualmente con un par de frenado mayor en el eje delantero que en el eje trasero.
Al accionar simultáneamente el freno y el acelerador, se compensa el par de frenado en el eje delantero debido al par motor, a diferencia del eje trasero, donde sólo se aplica un par de frenado. El efecto de lo anterior, en comparación con el accionamiento del pedal de freno cuando no se acciona el pedal del acelerador, es un cambio en el reparto de frenada, un aumento en el caudal de alimentación del motor y un mayor calentamiento, principalmente en los frenos.
Al cambiar el reparto de frenada de esta manera en un automóvil con tracción delantera, haciendo que el par neto de frenada (diferencia entre el par de frenada y el par motor) sea mayor en el eje trasero, además del efecto de transferencia de masas hacia el eje delantero (aligerando el esfuerzo normal que ejercen los neumáticos traseros sobre el suelo y aumentándolo en el eje delantero) debido a la deceleración. Esto hace que el ángulo de deriva, en comparación con accionar exclusivamente el pedal del freno, sea mayor en las ruedas traseras y menor en las ruedas delanteras, lo cual implica que el coeficiente de viraje disminuya y, por tanto, que el automóvil sea más sobrevirador. Incluso puede llegarse al límite de adherencia más rápidamente en el eje trasero, iniciando el derrape en el eje trasero.
Al mantener un alto caudal de alimentación (aire y combustible), el motor acelera más rápidamente al soltar el freno, pues no es necesario acelerar el flujo de aire, tanto en la admisión como en el escape. Este efecto es más notable en motores con turbocompresor.
Debido al aumento de fricción en los elementos de frenado, dichos elementos deben estar preparados para soportar mayores temperaturas y contar con un sistema de refrigeración más efectivo. Un exceso de calentamiento en los discos y las pastillas de freno puede provocar que el material de fricción se cristalice o que se inicie su combustión. Ambos fenómenos hacen que el coeficiente de fricción entre discos y pastillas disminuya drásticamente. Además, un aumento en la temperatura de los materiales disminuye su límite elástico, lo cual facilita la aparición de deformaciones plásticas. Un exceso de calentamiento en el líquido de frenos puede provocar su ebullición, formando vapor y haciendo que sea más compresible, lo cual disminuye la eficacia de frenado. Asimismo, el aumento de carga en el motor implica una mayor generación de calor.

## Uso en carretera
Muchas organizaciones están en contra de su uso en la conducción en carreteras públicas.
En situaciones de emergencia, es común que el conductor extienda ambas piernas como un reacción ante el pánico. Si el pie derecho se sitúa en el acelerador, esto causará una aceleración peligrosa, fuerte y no deseada. Además, no se debe realizar en bajadas de puertos de montaña. El uso excesivo e innecesario del freno provoca un rápido desgaste y posible rotura del sistema.
La mayoría de fabricantes de automóviles con transmisiones automáticas equipan al vehículo con un apoyo para el pie izquierdo, con la intención de usar exclusivamente el derecho.
También, cuando el pie izquierdo está acostumbrado a presionar exclusivamente el embrague, hace mucha mayor fuerza de la necesaria para frenar. Un conductor corriente que aplique una excesiva fuerza sobre el freno reducirá drásticamente la velocidad hasta un ritmo inseguro cuando intente usar la técnica del freno de pie izquierdo.
Además, muchos vehículos modernos usan un control electrónico de la aceleración, en vez del enlace tradicional mecánico. Estos sistemas tienen un bloqueo de seguridad que previene el uso de la técnica. La centralita electrónica del coche puede detectar cuando se presionan ambos pedales a la vez, e inmediatamente dejará de alimentar al motor durante unos segundos por motivos de seguridad.

## Otras técnicas similares
Una técnica similar a la del freno de pie izquierdo es la conocida como punta tacón que consiste en accionar simultáneamente el pedal del freno y el pedal de acelerador con el pie derecho.
Otra técnica es el empleo del freno de mano, pero sus efectos no son exactamente los mismos que con el freno de pie izquierdo.